# 滨河锡鲁哈莱斯
滨河锡鲁哈莱斯（西班牙語：Cirujales del Río）是西班牙卡斯蒂利亚-莱昂索里亚省的一个市镇。总面积9平方公里，总人口39人（2001年），人口密度4人/平方公里。